# Jana Griačová
Jana Griačová (* 10. Februar 1986 in Prešov) ist eine slowakische Fußballspielerin.

## Fußballkarriere

### Verein
Griačová begann ihre Karriere bei DFK Prešov und wurde zur Saison 2002/03 in das Profiteam befördert. Am 16. Juni 2010 wechselte sie von Slovan, nach Österreich zu SKV Altenmarkt.

### Nationalmannschaft
Griacová ist Nationalspielerin für die Slowakische Fußballnationalmannschaft der Frauen.